# Jaworek Górny
Jaworek Górny (niem. Urnitzberg) – niestandaryzowany przysiółek wsi Międzygórze.
Mocno wyludniona w okresie powojennym osada licząca poniżej 50 mieszkańców (III 2011).

## Położenie
Położony w Polsce w województwie dolnośląskim, w powiecie kłodzkim, w gminie Bystrzyca Kłodzka w Sudetach Wschodnich na wysokości 730–750 m n.p.m. w Masywie Śnieżnika na terenie Śnieżnickiego Parku Krajobrazowego na wypłaszczonym północnym zboczu wzniesienia Jawor-Jawornickiej Polanie, około 1,2 km na południe od centrum Międzygórza.

## Podział administracyjny
W latach 1975–1998 przysiółek należał administracyjnie do województwa wałbrzyskiego. Przed 1983 rokiem Jaworek Górny był kolonią wsi Jaworek.

## Historia
Przysiółek Jaworek Górny w powstał w XVI wieku jako kolonia wsi Jaworek w dobrach międzyleskich. Gęste zabudowania osady Jaworek Górny z gospodą turystyczną dochodziły dawniej między wzniesienia Jawor a Szeroką Kopę, a prawie cały Jawor zajmowały użytki rolne. Podczas wojny trzydziestoletniej w 1621 r. część mieszkańców buntuje się przeciw tępieniu reformacji przez wojska saskie. W 1653 r. przysiółek wraz z Jaworkiem wykupuje hrabia M. von Althanna, co przyczynia się do rozwoju. W 1885 przysiółek zamieszkiwało 172 osoby, mieszkańcy trudnili się tkactwem i rolnictwem. W drugiej połowie XIX w. z uwagi na malownicze położenie osada staje się popularnym ośrodkiem letniskowym, narciarskim i turystycznym, wynajmowane są kwatery prywatne. W latach międzywojennych rozwijała się jako letnisko, a zimą była znana z dobrych warunków narciarskich czego śladem są dwa wyciągi narciarskie. W 1945, po włączeniu Sudetów w terytorium Polski, nastąpiła całkowita wymiana lokalnej ludności (wysiedlenia Niemców i napływ polskich osadników) i zmiana nazwy osady na Jaworek Górny, który staje się małą osadą rolniczą. W drugiej połowie XX w. nastąpił proces depopulacji, spowodowany migracją ludności, który doprowadził do niemal zupełnego wyludnienia osady.

## Współczesność
W 1983 r. Jaworek Górny kolonia Jaworek jako osada silnie wyludniona utraciła odrębność administracyjną i została po reformie administracyjnej włączona do Międzygórza. Obecnie zabudowa pozostała jedynie na szczytowym wypłaszczeniu od północnego zachodu na Jaworowej Polanie, w której mieszkało kilku mieszkańców, zabudowa widoczna jest najczęściej w postaci ruin lub w formie szczątkowej. Od wsi zanikłych odróżnia ją większa liczba zachowanych starych gospodarstw często sąsiadujących bezpośrednio z ruinami, część z nich jest nadal zamieszkana, część została wyremontowana i wykorzystywana jest okresowo jako domy letniskowe, pozostałe stoją opuszczone. We wsi obserwuje się bardzo duży ubytek zabudowy i zatarcie dawnej struktury osadniczej. Na obszarze wsi i gruntów rolnych bezpośrednio do nich niegdyś przylegających następuje wtórna sukcesja roślinna, przyrost powierzchni leśnych, wkraczanie drzew i krzewów na nieużytkowane grunty porolne. Obecnie tereny osady znalazły się w granicach obszarów Natura 2000 (PLH020016)

## Zabytki
- ruina kaplicy górskiej przy Jaworowej Polanie z pierwszej poł. XIX, nr rej.: 224/1019/WŁ z 14.05.1984